# Tegerfelden
Tegerfelden é uma comuna da Suíça, situada no distrito de Zurzach, no cantão de Argóvia. Tem 7,11 km² de área e sua população em 2018 foi estimada em 1.190 habitantes.